# Ołeksandr Nad´
Ołeksandr Arpadowycz Nad´, ukr. Олександр Арпадович Надь, węg. Sándor Nagy (ur. 2 września 1985 w Użhorodzie) – ukraiński piłkarz pochodzenia węgierskiego, grający na pozycji bramkarza.

## Kariera piłkarska

### Kariera klubowa
Wychowanek SDJuSzOR Użhorod i DJuSSz-1 Użhorod, barwy których bronił w juniorskich mistrzostwach Ukrainy (DJuFL). W 2003 rozpoczął karierę piłkarską w Zakarpattia Użhorod, w składzie którego 22 kwietnia 2006 roku zadebiutował w Ukraińskiej Wyszczej Lidze w meczu z Arsenałem Kijów (1:2). 9 września 2015 przeszedł do rumuńskiego klubu Bihor Oradea. 4 stycznia 2016 przeniósł się do węgierskiego klubu Budapest Honvéd FC. 9 stycznia 2017 po wygaśnięciu kontraktu opuścił Honvéd. Potem został piłkarzem Gyirmót FC. 29 czerwca 2017 zasilił skład Debreceni VSC.

## Sukcesy i odznaczenia

### Sukcesy klubowe
Zakarpattia Użhorod
- mistrz Pierwszej Lihi Ukrainy: 2008/09
- wicemistrz Pierwszej Lihi Ukrainy: 2006/07

Debreceni VSC
- brązowy medalista mistrzostw Węgier: 2018/19